# Synema haemorrhoidale
Synema haemorrhoidale är en spindelart som beskrevs av Dahl 1907. Synema haemorrhoidale ingår i släktet Synema och familjen krabbspindlar.
Artens utbredningsområde är Paraguay. Inga underarter finns listade i Catalogue of Life.